# Rolf-Dieter Müller
Rolf-Dieter Müller (* 9. Dezember 1948 in Braunschweig) ist ein deutscher Militärhistoriker. Er war wissenschaftlicher Mitarbeiter am Militärgeschichtlichen Forschungsamt bzw. Zentrum für Militärgeschichte und Sozialwissenschaften der Bundeswehr.

## Leben
Müller studierte Geschichte, Politikwissenschaften und Pädagogik an den Universitäten Braunschweig und Mainz. 1975 legte er das Staatsexamen ab. 1981 wurde er bei Hans-Erich Volkmann am Fachbereich 16 (Geschichtswissenschaft) der Johannes Gutenberg-Universität Mainz mit der Dissertation Das Tor zur Weltmacht. Die Bedeutung der Sowjetunion für die deutsche Wirtschafts- und Rüstungspolitik zwischen den Weltkriegen zum Dr. phil. promoviert. 1999 folgte die Habilitation zum Thema Albert Speer und die deutsche Rüstungspolitik im totalen Krieg und die Verleihung der Venia legendi an der Universität Münster. Ab 2001 war er Honorarprofessor an der Humboldt-Universität Berlin. Schwerpunkte seiner Forschungen sind die Geschichte des Zweiten Weltkriegs, der deutschen Rüstungspolitik und der Deutsch-sowjetischen Beziehungen. Zu seinen akademischen Schülern gehört u. a. der Militärhistoriker Christian Stachelbeck.
Bereits 1979 ging Müller als wissenschaftlicher Mitarbeiter an das damals in Freiburg im Breisgau ansässige Militärgeschichtliche Forschungsamt (MGFA), wo er in der Arbeitsgruppe des Serienwerks Das Deutsche Reich und der Zweite Weltkrieg tätig wurde. Von 2004 bis 2008 oblag ihm die wissenschaftliche Leitung der Reihe. Von 2009 bis 2012 war er Leiter des Forschungsbereichs II (Zeitalter der Weltkriege) am MGFA, ab 2013 des Forschungsbereichs Deutsche Militärgeschichte vor 1945 am Zentrum für Militärgeschichte und Sozialwissenschaften der Bundeswehr in Potsdam. 2014 wurde er pensioniert. Zuletzt war er Leitender Wissenschaftlicher Direktor.
Müller wurde Mitglied des wissenschaftlichen Beirates des Deutsch-Russischen Museums Berlin-Karlshorst und Vorstandsmitglied des Deutschen Komitees für die Geschichte des Zweiten Weltkriegs. Zudem hatte er die Leitung der Dresdner Historikerkommission zu den Luftangriffen auf Dresden zwischen dem 13. und 15. Februar 1945 inne, die von Ende 2004 bis März 2010 wirkte. Seit Februar 2011 ist er Mitglied der Unabhängigen Historikerkommission zur Erforschung der Geschichte des Bundesnachrichtendienstes, seiner Vorläuferorganisationen sowie seines Personal- und Wirkungsprofils von 1945 bis 1968 und des Umgangs mit dieser Vergangenheit. 2017 erschien seine Biographie des BND-Chefs Reinhard Gehlen. Beratend stand er u. a. den Fernsehproduktionen Unsere Mütter, unsere Väter und Alltag unterm Hakenkreuz zur Verfügung. Rainer Blasius bezeichnet ihn als einen der „besten Kenner des Zweiten Weltkrieges“.

## Schriften (Auswahl)
Monografien
- Das Tor zur Weltmacht. Die Bedeutung der Sowjetunion für die deutsche Wirtschafts- und Rüstungspolitik zwischen den Weltkriegen (= Wehrwissenschaftliche Forschungen / Abteilung Militärgeschichtliche Studien. Bd. 32). Boldt, Boppardt am Rhein 1984, ISBN 3-7646-1850-7 (= zugl. Dissertation, Universität Mainz, 1980).
- mit Gerd R. Ueberschär, Wolfram Wette: Wer zurückweicht wird erschossen! Kriegsalltag und Kriegsende in Südwestdeutschland 1944/45. Dreisam-Verlag, Freiburg im Breisgau 1985, ISBN 3-89125-219-6.
- mit Gerd R. Ueberschär: Deutschland am Abgrund. Zusammenbruch und Untergang des Dritten Reiches 1945. Verlag des Südkurier, Konstanz 1986, ISBN 3-87799-073-8.
- mit Gernot Erler, Ulrich Rose, Thomas Schnabel, Gerd R. Ueberschär, Wolfram Wette: Geschichtswende? Entsorgungsversuche zur deutschen Geschichte. Mit einem Vorwort von Walter Dirks, Dreisam-Verlag, Freiburg im Breisgau 1987, ISBN 3-89125-255-2.
- mit Rudibert Kunz: Giftgas gegen Abd-el-Krim. Deutschland, Spanien und der Gaskrieg in Spanisch-Marokko 1922–1927 (= Einzelschriften zur Militärgeschichte. Bd. 34). Rombach, Freiburg im Breisgau 1990, ISBN 3-7930-0196-2.
- Hitlers Ostkrieg und die deutsche Siedlungspolitik. Die Zusammenarbeit von Wehrmacht, Wirtschaft und SS. Fischer-Taschenbuch-Verlag, Frankfurt am Main 1991, ISBN 3-596-10573-0.
- mit Gerd R. Ueberschär: Kriegsende 1945. Die Zerstörung des Deutschen Reiches. Fischer-Taschenbuch-Verlag, Frankfurt am Main 1994, ISBN 3-596-10837-3.
- Albert Speer und die Rüstungspolitik im totalen Krieg. In: Das Deutsche Reich und der Zweite Weltkrieg. Bd. 5/2. Stuttgart 1999, S. 275–773 (engl. Ausgabe Oxford 2003).
- Der Manager der Kriegswirtschaft. Hans Kehrl. Ein Unternehmer in der Politik des Dritten Reiches (= Schriften der Bibliothek für Zeitgeschichte. N.F., Bd. 9). Klartext-Verlag, Essen 1999, ISBN 3-88474-685-5.
- mit Gerd R. Ueberschär: Hitlers Krieg im Osten, 1941–1945. Ein Forschungsbericht. Erweiterte und vollständig überarbeitete Neuausgabe, Wissenschaftliche Buchgesellschaft, Darmstadt 2000, ISBN 3-534-14768-5.
- Der Bombenkrieg 1939–1945. Ch. Links, Berlin 2004, ISBN 3-86153-317-0.
- Der Zweite Weltkrieg, 1939–1945 (= Gebhardt. Handbuch der deutschen Geschichte. Bd. 21), 10., völlig neu bearbeitete Auflage, Klett-Cotta, Stuttgart 2004, ISBN 3-608-60021-3.
- Der letzte deutsche Krieg 1939–1945. Klett-Cotta, Stuttgart 2005, ISBN 3-608-94133-9.
- mit Gerd R. Ueberschär: 1945. Das Ende des Krieges. Primus-Verlag, Darmstadt 2005, ISBN 3-89678-266-5.
- An der Seite der Wehrmacht. Hitlers ausländische Helfer beim „Kreuzzug gegen den Bolschewismus“, 1941–1945. Links, Berlin 2007, ISBN 3-86153-448-7.
- Militärgeschichte. Böhlau (UTB), Köln u. a. 2009, ISBN 978-3-8252-3224-5.
- Der Feind steht im Osten. Hitlers geheime Pläne für einen Krieg gegen die Sowjetunion im Jahre 1939. Links, Berlin 2011, ISBN 978-3-86153-617-8.
- Hitlers Wehrmacht 1935 bis 1945 (= Militärgeschichte kompakt. Bd. 4). Oldenbourg, München 2012, ISBN 978-3-486-71298-8.
- Der Zweite Weltkrieg (= Geschichte kompakt). WGB, Darmstadt 2015, ISBN 978-3-534-26646-3.
- Reinhard Gehlen. Geheimdienstchef im Hintergrund der Bonner Republik. Die Biografie. 2 Bände. Teil 1: 1902–1950. Teil 2: 1950–1979. Ch. Links, Berlin 2017, ISBN 978-3-86153-966-7 (Rezension bei H-Soz-Kult).

Herausgeberschaften
- mit Hans Günter Brauch: Chemische Kriegführung – chemische Abrüstung. Dokumente und Kommentare. Teil 1: Dokumente aus deutschen und amerikanischen Archiven (= Militärpolitik und Rüstungsbegrenzung. Bd. 1). Berlin-Verlag Spitz, Berlin 1985, ISBN 3-87061-265-7.
- Organisation und Mobilisierung des deutschen Machtbereichs (= Das Deutsche Reich und der Zweite Weltkrieg. Bd. 5, Teil 1: Kriegsverwaltung, Wirtschaft und personelle Ressourcen 1939–1941). Stuttgart 1988, Teil 2: Kriegsverwaltung, Wirtschaft und personelle Ressourcen 1942–1944/45. Stuttgart 1999. Zusammen mit Bernhard R. Kroener u. Hans Umbreit.
- Die deutsche Wirtschaftspolitik in den besetzten sowjetischen Gebieten 1941–1943. Der Abschlussbericht des Wirtschaftsstabes Ost und Aufzeichnungen eines Angehörigen des Wirtschaftskommandos Kiew (= Deutsche Geschichtsquellen des 19. und 20. Jahrhunderts. Bd. 57). Boldt, Boppard am Rhein 1991, ISBN 3-7646-1905-8.
- mit Hans-Erich Volkmann: Die Wehrmacht. Mythos und Realität. Im Auftrag des Militärgeschichtlichen Forschungsamtes, Oldenbourg, München 1999, ISBN 3-486-56383-1.
- Der Zusammenbruch des Deutschen Reiches 1945 (= Das Deutsche Reich und der Zweite Weltkrieg. Bd. 10). Im Auftrag des Militärgeschichtlichen Forschungsamtes, 2 Halbbände, DVA, München 2008, ISBN 978-3-421-06237-6 / ISBN 978-3-421-04338-2.
- mit Ulrich Herrmann: Junge Soldaten im Zweiten Weltkrieg. Kriegserfahrungen als Lebenserfahrungen (= Materialien zur historischen Jugendforschung). Juventa-Verlag, Weinheim u. a. 2010, ISBN 978-3-7799-1138-8.
- mit Nicole Schönherr, Thomas Widera: Die Zerstörung Dresdens 13. bis 15. Februar 1945. Gutachten und Ergebnisse der Dresdner Historikerkommission zur Ermittlung der Opferzahlen (= Berichte und Studien des Hannah-Arendt-Instituts für Totalitarismusforschung. Nr. 58). V & R Unipress, Göttingen 2010, ISBN 978-3-89971-773-0.
- mit Jost Dülffer, Klaus-Dietmar Henke, Wolfgang Krieger: Veröffentlichungen der Unabhängigen Historikerkommission zur Erforschung der Geschichte des Bundesnachrichtendienstes 1945–1968. 11 Bände. Ch. Links Verlag, Berlin 2016–2019.